# Зелений промінь

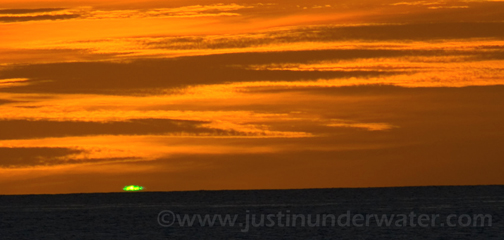
Зелений промінь на заході Сонця

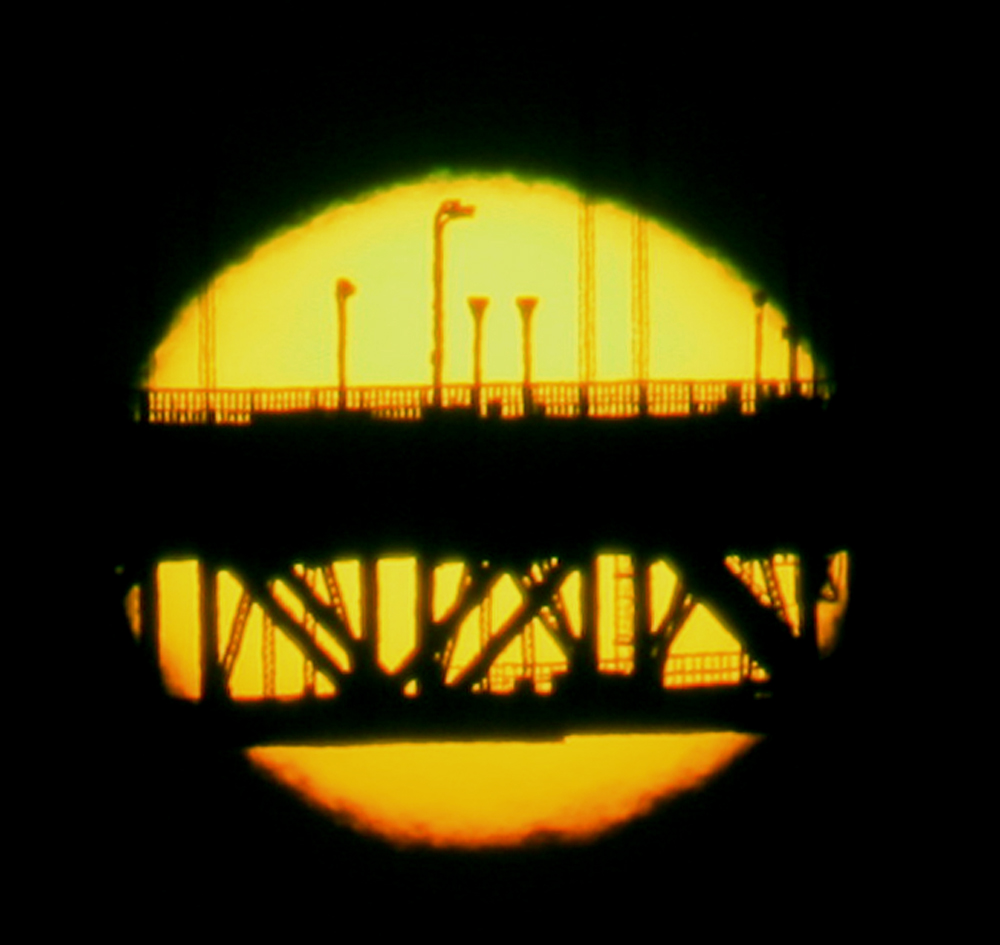
Краї сонячного диску низько над горизонтом забарвлюються завдяки атмосферній дисперсії

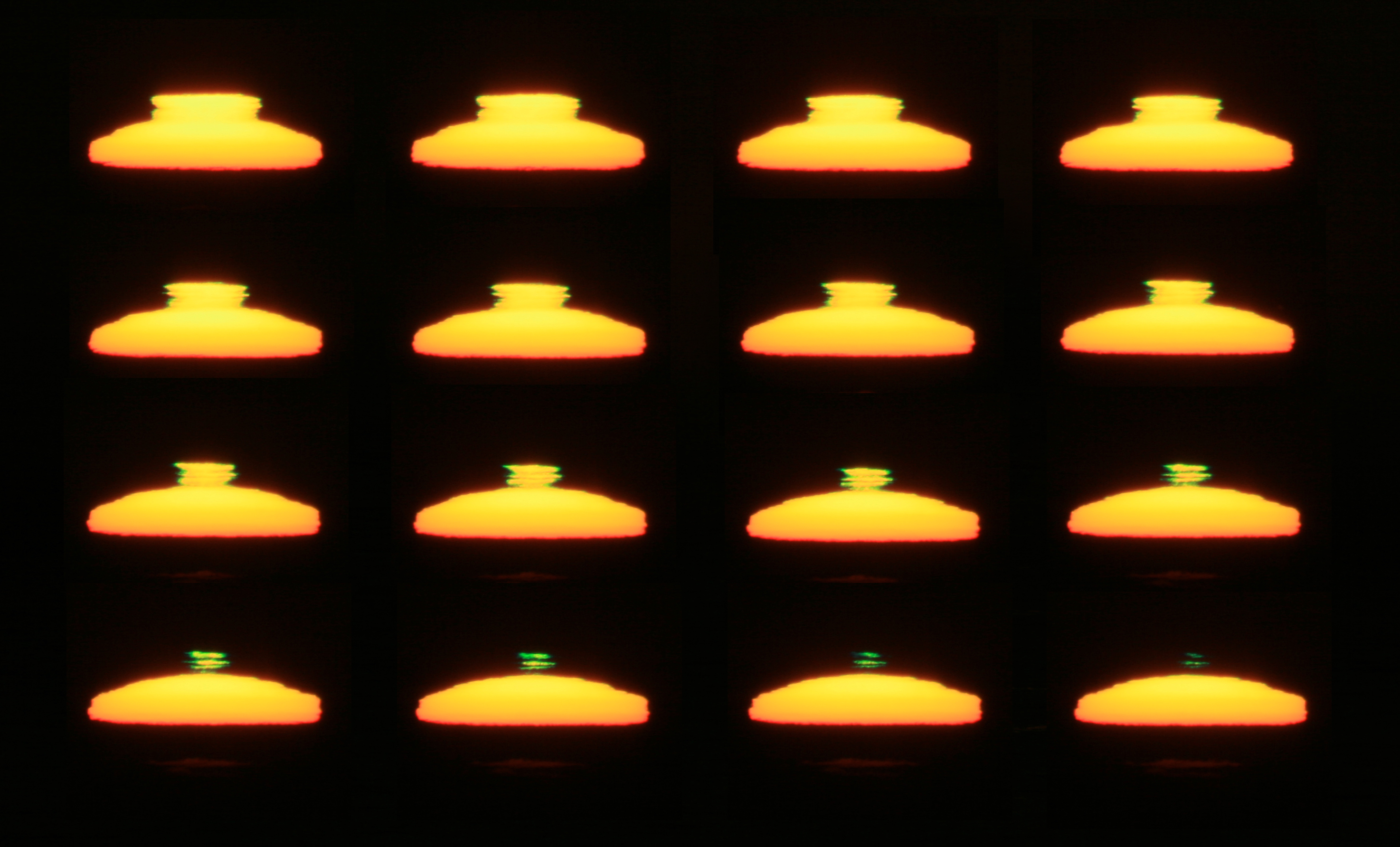
Послідовні знімки заходу Сонця

Зеле́ний про́мінь — рідкісне оптичне явище: спалах зеленого світла в момент зникнення сонячного диска за горизонтом (зазвичай морським) або появи його з-за обрію. Триває кілька секунд.
Явище зеленого променя спостерігається дуже рідко. Воно вимагає дуже добрих погодних умов: чистої та прозорої атмосфери, рівного горизонту, відсутності хмар на ньому, відсутності вітру.
Явище пов'язане з рефракцією сонячного проміння в атмосфері. Через те що в нижніх шарах вона щільніша, ніж у верхніх, промені світла що проходять через неї заломлюються і розділяються на основні кольори: світло різного кольору заломлюється на різні кути. Це явище називається атмосферною дисперсією. Короткохвильове (синьо-зелене) світло заломлюється сильніше за довгохвильове (червоне). Заломлення світла в атмосфері збільшує видиму висоту над горизонтом джерела цього світла. Тому в зелених променях зображення Сонця видно на більшій висоті, ніж у червоних, і поблизу горизонту ця різниця становить приблизно 0,5 мінути. Таким чином навколо сонячного диска з'являється зелений обідок згори та червоний знизу. Коли Сонце заходить, останнє, що ми бачимо — це його зелений верхній край.
Найчастіше зелений промінь спостерігають моряки. Також відомі спостереження цього явища під час закінчення полярної ночі, коли Сонце не сходить повністю, а лише край підіймається над горизонтом. Тривалість явища становить всього кілька секунд, але можна подовжити його, якщо змінювати власне положення для забезпечення видимості тільки невеличкої частини сонячного диска.
За старовинним морським повір'ям зелений промінь — символ надії та удачі, а моряка який угледів його, очікує щасливе плавання.